# Ongniud-Banner

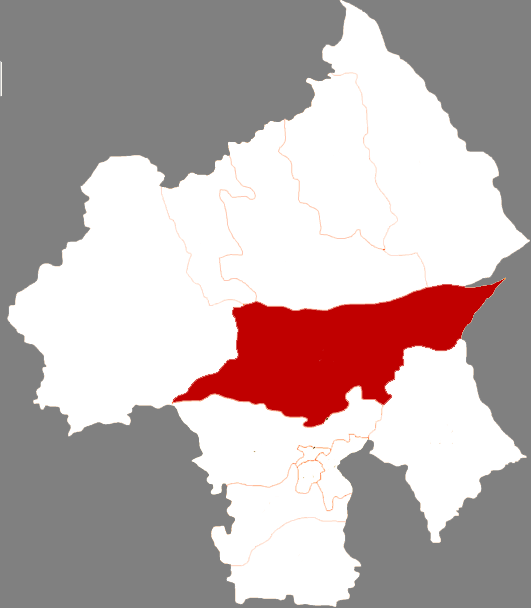
Lage des Ongniut-Banners in Chifeng

Das Ongniud-Banner (chinesisch 翁牛特旗, Pinyin Wēngniútè Qí; mongolisch ᠣᠩᠨᠢᠭᠤᠳ ᠬᠣᠰᠢᠭᠤ Oŋniɣud qosiɣu) ist ein Banner der bezirksfreien Stadt Chifeng (mongol. Ulanhad) im Nordosten des Autonomen Gebiets Innere Mongolei der Volksrepublik China. Es hat eine Fläche von 11.882 km² und zählt 470.000 Einwohner. Sein Hauptort ist die Großgemeinde Wudan (乌丹镇).
Koordinaten: 43° 47′ N, 118° 46′ O